# Oneirodes notius
Oneirodes notius är en fiskart som beskrevs av Pietsch, 1974. Oneirodes notius ingår i släktet Oneirodes och familjen Oneirodidae. Inga underarter finns listade i Catalogue of Life.